# Антонио Ђовинаци
Антонио Ђовинаци (итал. Antonio Giovinazzi; 14. децембар 1993) италијански је аутомобилиста и бивши возач формуле 1, који је последње возио за тим Алфа Ромео. Тренутно се такмичи у формули Е.
Каријеру је почео 2012. када је освојио формулу Мастерс у Кини. Године 2013. возио је Британску формулу 3, након чега је прешао у Европску формулу 3, коју је возио до 2015. када је завршио на другом мјесту и освојио је Мастерс формуле 3, испред Џорџа Расела. Године 2016, возио је ГП2 серију за тим Према рејсинг, гдје је такође завршио на другом мјесту, са пет побједа и осам подијума. Изабран је од стране Ферарија да буде трећи и резервни возач за сезону 2017.
У формули 1, дебитовао је за Заубер на Великој награди Аустралије 2017, гдје је замијенио повријеђеног Паскала Верлејна. Такође је возио и другу трку у сезони, Велику награду Кине, такође умјесто Верлејна, који се опорављао. Након сезоне у којој је био тест возач за Заубер и Ферари, потписао је за Алфа Ромео тим за сезону 2019, гдје му је сувозач био Кими Рејкенен. Сезону је завршио на 17. мјесту, са 14 бодова, док је Велику награду Бразила завршио на петом мјесту, што му је био најбољи резултат на једној трци. Сезону 2020, завршио је такође на 17. мјесту, са четири бода, док је сезону 2021 завршио на 18. мјесту, са три бода.
На крају сезоне 2021. тим Алфа Ромео није продужио уговор са њим и прешао је да се такмичи у формули Е, док га је у тиму замијенио Џоу Гуанју, који је тако постао први Кинез у формули 1.

## Каријера у нижим серијама

### Картинг
Возио је картинг у периоду од 2006 до 2010. године, а већ прве године освојио је шампионат Италије у серији 60cc и Европски шампионат у серији до 60 кубика.

### Формула Кина
Каријеру у формули почео је 2012. године, када се такмичио у Формула Пилота Кина серији. У дебитантској сезони освојио је титулу шампиона, са шест побједа. Такође је возио за БМВ у последњој рунди формула Абарх серије, на стази Монца. Побиједио је на двије трке, док је једну завршио на другом мјесту, али није добијао бодове у шампионату, јер је био гостујући возач.

### Европски шампионат формуле 3
У сезони 2013, такмичио се у Европској формули 3, за тим Дабл Р рејсинг. Прве бодове освојио је на стази Брендс хач, након што је прве двије трке завршио на деветом и 11 мјесту. Године 2014, прешао је у Карлин, са којим се такмичио у шампионату Европске формуле 3.

### Британска формула 3
У сезони 2013 такође се такмичио у Британској формули 3, гдје му је сувозач био Шон Галел. Прву побједу у формули 3 остварио је на стази Силверстоун.

### Мастерс формула 3
На дан 7. јула 2013. године, дебитовао је у Мастерс формула 3 серији, коју је завршио на десетом мјесту.

### ГП2 серије
Године 2016, прешао је у тим Према рејсинг, гдје се такмичио у ГП2 серији, заједно са јуниорским возачем Ред була — Пјером Гаслијем.
Након слабог старта у прве двије трке, које је завршио ван зоне бодова, прву побједу остварио је на тркама у Бакуу, гдје је побиједио и на главној трци и у спринту, поставши први возач који је остварио дуплу побједу од Давидеа Валсекија 2012.
Пол позицију узео је на Спа Франкошампу, испред сувозача, Гаслија. Ђовинаци је побиједио у спринту, док је Гасли побиједио на главној трци. У Монци је узео пол позицију, али је дисквалификован због техничких проблема и стартовао је са последњег мјеста. На стазу је неколико пута излазило возило безбједности и Ђовинаци је успио да побиједи на трци.
Вођство у шампионату преузео је у Сепангу, гдје је остварио пету побједу, након обиласка Сергеја Сироткина у финишу. Гасли је преузео вођство након побједе у Абу Дабију и трку прије краја имао је 12 бодова предности. Последњу трку, на којој је побиједио Алекс Лин, завршио је испред Гаслија, који је освојио титулу са осам бодова испред Ђовинација.
Да је освојио шампионат, постао би први дебитант који је освојио титулу након Ника Хилкенберга 2009.

## Формула 1
У септембру 2016. године, објављено је да ће Ђовинаци тестирати болид Ферарија у симулатору. У децембру исте године, промовисан је у трећег возача Ферарија. Пред почетак сезоне 2017 био је тест возач Заубера. Током Велике награде Аустралије, замијенио је Паскала Верлејна, који је током тренинга истакао да се не осјећа добро, након удеса који је имао на Трци шампиона 2017. На свом дебију у формули 1, завршио је на 12 мјесту. Постао је тако први Италијан у формули 1 од 2011. године, када су возили Јарно Трули и Витантонио Луици. Заубер је објавио да ће Ђовинаци замијенити Верлејна и на другој трци у сезони, Великој награди Кине, јер се Верлејн није опоравио. Ђовинаци је имао судар и у квалификацијама и на трци, због чега је морао да напусти трку. Током сезона 2017 и 2018, учествовао је у неколико сесија тестирања за Заубер.
Потписао је уговор са тимом Алфа Ромео за сезону 2019, гдје му је сувозач Кими Рејкенен, који је прешао у тим из Ферарија. Прву трку у сезони, Велику награду Аустралије, завршио је на 15 мјесту, док је Велику награду Бахреина завршио на 11 мјесту.
Алфа Ромео је задржао Ђовинација и Рејкенена за сезону 2021. Ђовинаци се квалификовао као 10. за Велику награду Монака, што је био његов први К3 наступ у години. Завршио је трку на 10. месту, постигавши први бод Алфа Ромеа у сезони . Наставио би ово са једанаестом у Азербејџану.
Ђовинаци је напустио Алфа Ромео на крају сезоне 2021.
Ђовинаци ће остати у сезони 2022. и такође ће служити као резервни возач Ферарија заједно са Миком Шумахером.

## Формула Е
Ђовинаци би требало да се такмичи у Формули Е за Драгон Пенске Аутоспорт, заједно са Серђом Сетом Камаром. Он ће се придружити серији за сезону 2021–2022.

## Статистика каријере

### Резултати по сезонама
| Сезона   | Серија                                   | Тим                   | Број трка  | Побједе    | Пол позиције | Најбржи кругови | Подијуми   | Поени      | Позиција   |
| -------- | ---------------------------------------- | --------------------- | ---------- | ---------- | ------------ | --------------- | ---------- | ---------- | ---------- |
| 2012.    | Формула Кина                             | Еуразија Мотоспорт    | 18         | 6          | 7            | 6               | 13         | 229        | 1.         |
| 2012.    | Формула Абарх                            | БМВ                   | 3          | 2          | 0            | 0               | 3          | 0          | NК†        |
| 2013.    | Европска формула 3                       | Дабл Р рејсинг        | 30         | 0          | 0            | 0               | 0          | 31         | 17.        |
| 2013.    | Британска формула 3                      | Дабл Р рејсинг        | 12         | 2          | 0            | 0               | 7          | 135        | 2.         |
| 2013.    | Мастерс формула 3                        | Дабл Р рејсинг        | 1          | 0          | 0            | 0               | 0          | 0          | 10.        |
| 2014.    | Европска формула 3                       | Јагонја Ајам Карлин   | 33         | 2          | 2            | 3               | 7          | 238        | 6.         |
| 2015.    | Европска формула 3                       | Јагонја Ајам Карлин   | 33         | 6          | 4            | 4               | 20         | 412.5      | 2.         |
| 2015.    | Мастерс формула 3                        | Јагонја Ајам Карлин   | 1          | 1          | 1            | 1               | 1          | N/A        | 1.         |
| 2015.    | Гран при Макао                           | Јагонја Ајам Карлин   | 1          | 0          | 0            | 0               | 0          | N/A        | 4.         |
| 2015.    | Дојче Туренваген мастерс                 | Феникс рејсинг        | 2          | 0          | 0            | 0               | 0          | 0          | 25.        |
| 2015/16. | Ле Ман Азија                             | Јагонја Ајам Карлин   | 2          | 2          | 1            | 0               | 2          | 51         | 3.         |
| 2016.    | ГП2                                      | Према рејсинг         | 22         | 5          | 2            | 2               | 8          | 211        | 2.         |
| 2016.    | Ле Ман Европа                            | СМП рејсинг           | 1          | 0          | 0            | 0               | 0          | 10         | 24.        |
| 2016.    | Свјетски шампионат у издржљивости — ЛМП2 | Екстим спид мотоспорт | 2          | 0          | 0            | 0               | 1          | 30         | 20.        |
| 2017.    | Формула 1                                | Заубер                | 2          | 0          | 0            | 0               | 0          | 0          | 22.        |
| 2017.    | Формула 1                                | Хас                   | Тест возач | Тест возач | Тест возач   | Тест возач      | Тест возач | Тест возач | Тест возач |
| 2017.    | Формула 1                                | Ферари                | Тест возач | Тест возач | Тест возач   | Тест возач      | Тест возач | Тест возач | Тест возач |
| 2018.    | 24 сата Ле Мана                          | АФ Корс               | 1          | 0          | 0            | 0               | 0          | N/A        | 5.         |
| 2018.    | Формула 1                                | Алфа Ромео Заубер     | Тест возач | Тест возач | Тест возач   | Тест возач      | Тест возач | Тест возач | Тест возач |
| 2018.    | Формула 1                                | Ферари                | Тест возач | Тест возач | Тест возач   | Тест возач      | Тест возач | Тест возач | Тест возач |
| 2019.    | Формула 1                                | Алфа Ромео            | 21         | 0          | 0            | 0               | 0          | 14         | 17.        |
| 2020.    | Формула 1                                | Алфа Ромео            | 17         | 0          | 0            | 0               | 0          | 4          | 17.        |
| 2021.    | Формула 1                                | Алфа Ромео            | 22         | 0          | 0            | 0               | 0          | 3          | 18.        |

† Ђовинаци је био гостујући возач и није освајао бодове.

### Резултати у формули 1
(трке које су болдоване означавају пол позицију, трке које су искошене означавају најбржи круг)
| Година | Тим       | Шасија         | Мотор             | 1       | 2       | 3       | 4       | 5       | 6       | 7       | 8       | 9       | 10      | 11      | 12      | 13      | 14      | 15      | 16      | 17      | 18      | 19      | 20      | 21     | 22      | Вш  | Поени |
| ------ | --------- | -------------- | ----------------- | ------- | ------- | ------- | ------- | ------- | ------- | ------- | ------- | ------- | ------- | ------- | ------- | ------- | ------- | ------- | ------- | ------- | ------- | ------- | ------- | ------ | ------- | --- | ----- |
| 2021.  | Алфа Роме | Алфа Ромео C41 | Ферари 065/6 V6 t | БАХ 12. | ЕМИ 14. | ПОР 12. | ШПА 15. | МОН 10. | АЗЕ 11. | ФРА 15. | ШТА 15. | АУТ 14. | ВБР 13. | МАЂ 13. | БЕЛ 13. | ХОЛ 14. | ИТА 13. | РУС 16. | ТУР 11. | САД 11. | МЕК 11. | БРА 14. | КАТ 15. | САУ 9. | АБУ Оду | 18. | 3     |